# Curtiss SB2C Helldiver
Curtiss SB2C Helldiver («Хеллдайвер», англ. буквально «быстрый ныряльщик», прямой перевод латинского названия (Tachybaptus) малой поганки) — американский однодвигательный палубный пикирующий бомбардировщик. Третий палубный пикировщик и самолёт с тем же именем производства Curtiss после Curtiss SBC Helldiver и варианта Curtiss Falcon для Корпуса морской пехоты США, но единственный, носивший это имя официально (до октября 1941 года у американских военных не было практики боевых имён техники).
Создан в 1940-х годах. Был разработан и производился фирмой Curtiss-Wright. Всего было построено около 7140 самолётов всех вариантов. Применялся ВВС Армии США во время Второй мировой войны.

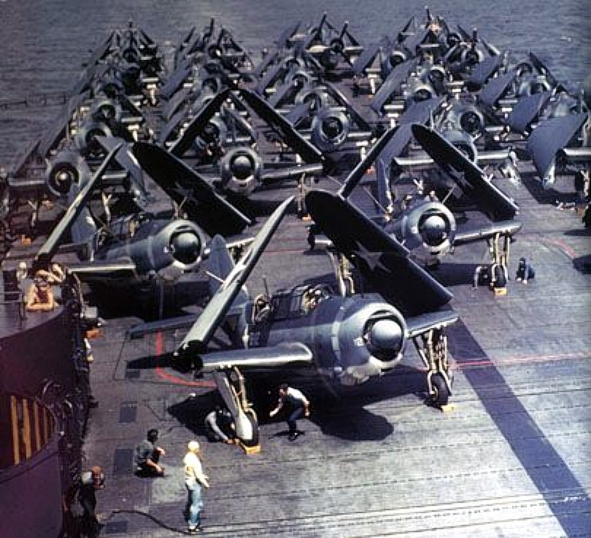
«Хеллдайверы» на палубе авианосца «Йорктаун»

## Конструкция
Самолёт представлял собой классический свободнонесущий моноплан цельнометаллической конструкции со складывающимся среднерасположенным крылом.

## Тактико-технические характеристики
Приведенные характеристики соответствуют модификации SB2C-5.
Источник данных: Naval History and Heritage Command

Технические характеристики
- Экипаж: 2 (пилот и стрелок)
- Длина: 11,18 м
- Размах крыла: 15,16 м
- Высота: 4,496 м
- Площадь крыла: 39,21 м²
- Профиль крыла: NACA 23017-23009
- Средняя аэродинамическая хорда: 2,776 м
- Коэффициент удлинения крыла: 5,8
- База шасси: 6,553 м
- Колея шасси: 4,877 м
- Масса пустого: 4803 кг
- Масса снаряжённого: 5572 кг
- Нормальная взлётная масса: 7219 кг (с 1× 454 кг и 2× 113 кг бомбами)
- Масса топлива во внутренних баках: 966 кг
- Объём топливных баков: 1344 л (+ 3× 378 л ПТБ)
- Силовая установка: 1 × радиальный Wright R-2600-20 Cyclone 14
- Мощность двигателей: 1 × 1900 л.с. (1 × 1397 кВт)
- Воздушный винт: четырёхлопастный Curtiss Electric SPA-9-200 изменяемого шага
- Диаметр винта: 3,708 м

Лётные характеристики
- Максимальная скорость: 467 км/ч
- Крейсерская скорость: 287 км/ч
- Скорость сваливания: 143 км/ч (при нормальной взлётной массе)
- Боевой радиус: 482 км
- Практическая дальность: 1278 км
- Практический потолок: 7711 м
- Скороподъёмность: 7 м/с (при нормальной взлётной массе)
- Нагрузка на крыло: 184,1 кг/м² (при нормальной взлётной массе)
- Тяговооружённость: 193,5 Вт/кг (при нормальной взлётной массе)

Вооружение
- Стрелково-пушечное:  
  - 2 × 20 мм пушки с 400 пат. в крыле
  - 2 × 7,62 мм пулемёта с 2000 пат. в задней кабине
- Точки подвески: 3
- Боевая нагрузка: 907 кг
- Неуправляемые ракеты: 8 × 127 мм HVAR
- Бомбы: свободнопадающие:
  - 1 × 907 кг или
  - 1-2 × 454 кг или
  - 4 × 227 кг или
  - 5 × 45 кг